# چربی مرغ

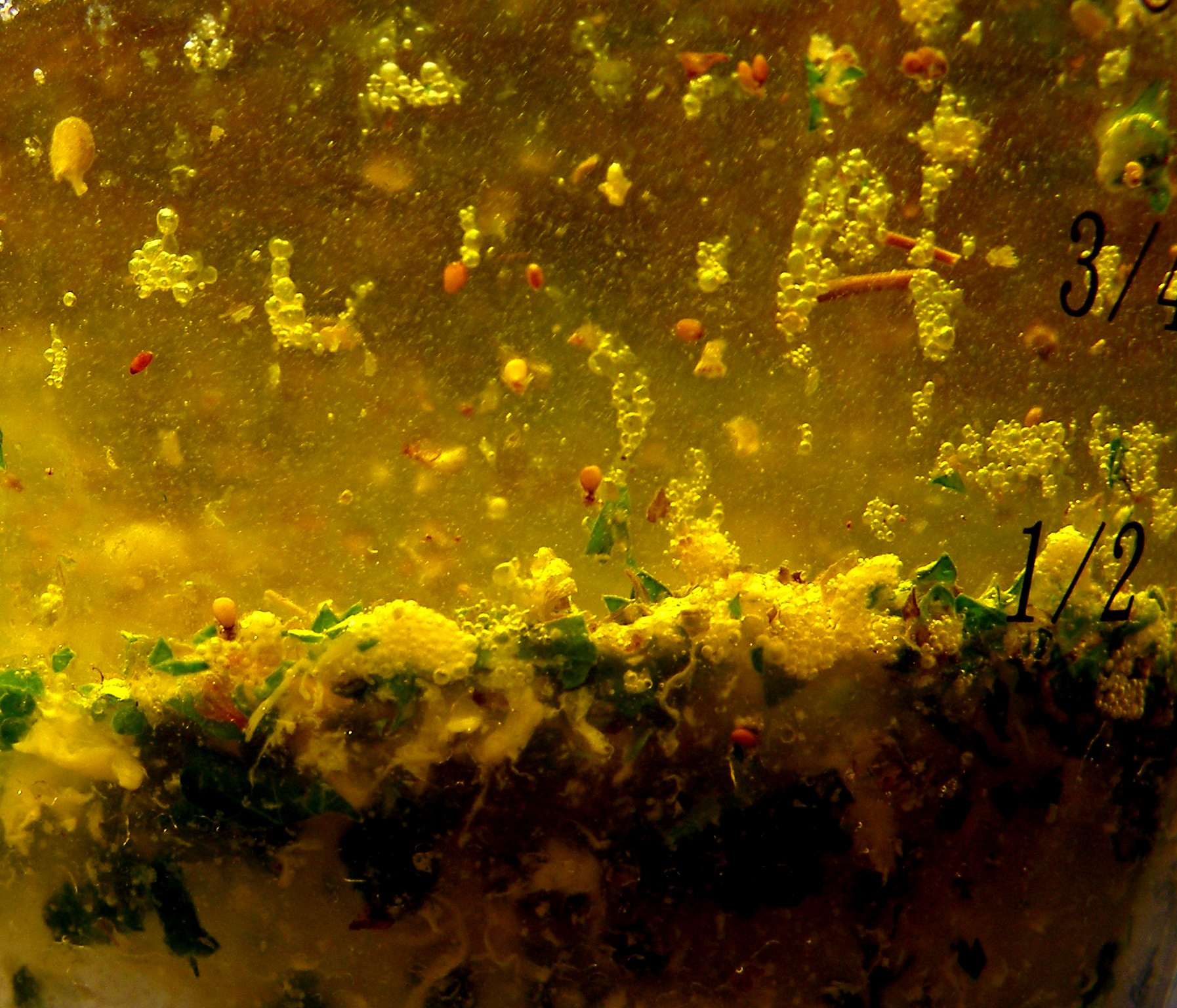
چربی مرغ

چربی مرغ (به انگلیسی: Chicken fat) چربی (معمولاً به عنوان یک محصول جانبی) از پخت و فرآوری مرغ است. از میان بسیاری از مواد حیوانی، چربی مرغ به دلیل داشتن اسید لینولئیک بالا، یک اسید چرب امگا ۶، مورد توجه قرار گرفته است. سطح اسید لینولئیک بین ۱۷٫۹٪ تا ۲۲٫۸٪ است. این یک طعم‌دهنده، افزودنی یا جزء اصلی سوپ مرغ است. اغلب در غذاهای حیوانات خانگی استفاده می‌شود و در تولید زیست‌دیزل استفاده می‌شود. یکی از روش‌های تبدیل چربی مرغ به زیست‌دیزل از طریق فرآیندی به نام تصفیه متانول فرابحرانی است.